# Erika Fisch
Erika Fisch-Claus, nemška atletinja, * 29. april 1934, Hannover, Nemčija, † 9. november 2021
Nastopila je na poletnih olimpijskih igrah leta 1956 in osvojila četrto mesto v skoku v daljino. Na evropskih prvenstvih je osvojila srebrno medaljo v štafeti 4×100 m in bronasto v teku na 80 m z ovirami leta 1962. 30. septembra 1956 je z nemško reprezentanco postavila svetovni rekord v štafeti 4 x 100 m.